# Gotthard Erler

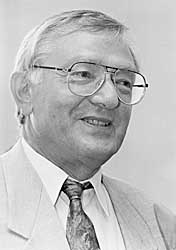
Gotthard Erler (1993)

Gotthard Erler (* 20. Juni 1933 in Meerane) ist ein deutscher Literaturhistoriker, Verleger sowie Fontaneforscher und -herausgeber.

## Leben
Gotthard Erler ist auf einem Bauernhof in Waldsachsen (zwischen Meerane und Crimmitschau gelegen) aufgewachsen. Mitten durch den Hof verlief die alte Grenze zwischen Thüringen und Sachsen. Er besuchte die Oberschule in Meerane. Schon als Schüler arbeitete er als Reporter und gestaltete Features beim Meeraner Stadtfunk. Von seinem Deutschlehrer wurde er ermuntert, Germanistik zu studieren. So begann er an der Universität Leipzig bei Hans Mayer und Hermann August Korff das Germanistikstudium. Seine von Korff betreute Staatsexamensarbeit schrieb er 1954 über Theodor Fontane und dessen Gesellschaftsromane.
Nach dem Studium arbeitete Erler von 1955 bis 1959 bei verschiedenen Zeitungen und Rundfunksendern der DDR, seit 1956 als freier Mitarbeiter für den Aufbau-Verlag, wo er unter anderem 1959 als Mitarbeiter von Hans Kaufmann bei der Vorbereitung einer zehnbändigen Heine-Ausgabe tätig war. 1964 erfolgte seine feste Anstellung beim Aufbau-Verlag. Dort wirkte er als Lektor und Herausgeber auf dem Gebiet der Literatur des 18. bis 20. Jahrhunderts und ab 1975 als Leiter des Klassik-Lektorats. Mit einer Dissertation zum Thema Konzeptionelle und editionstechnische Aspekte von Lese- und Studienausgaben, in Verbindung mit vorgelegten Editionen bei Hans Jürgen Geerdts wurde Erler 1978 von der Ernst-Moritz-Arndt-Universität Greifswald promoviert. 1980 reiste Erler im Auftrag von Buchexport Leipzig zur Welttagung der Germanisten nach Basel, was in der DDR für ein Nichtmitglied der SED schon eine Besonderheit darstellte. Erler war seit 1990 Cheflektor und von 1992 bis zu seiner Pensionierung 1998 Geschäftsführer des Aufbau-Verlages. Er lebt in Berlin und ist verheiratet mit der Lektorin Therese Erler.

## Veröffentlichungen
Gotthard Erler ist der wichtigste Herausgeber von Werken von Theodor Fontane.
Mit zahlreichen Textausgaben hat er nicht nur der Forschung wichtige Impulse vermittelt, sondern auch zur Verbreitung und Popularisierung von dessen Werk entscheidend beigetragen. Das bedeutendste Projekt ist die Große Brandenburger Ausgabe (GBA), die seit 1994 herausgegeben wird und auf 75 Bände angelegt ist. In den letzten Jahren gab Gotthard Erler außerdem einige kleine Anthologien mit Texten von Theodor Fontane zu bestimmten Themen wie Reisen, Essen und Trinken und Kindergeschichten heraus.
Werkausgaben
- Fontanes Briefen in zwei Bänden, (Bibliothek Deutscher Klassiker), Aufbau-Verlag, 1968; mehrere Neuauflagen
- Romane und Erzählungen, 8 Bände, 1969
- Mathilde Möhring, 1969, nach der Handschrift erstmals herausgegeben
- Wanderungen durch die Mark Brandenburg, 6 Bände, 1976–1987, Neuauflage 2012
- Autobiographischen Schriften, 4 Bände, 1982

- Große Brandenburger Ausgabe (GBA), Aufbau Verlag, seit 1994, in Zusammenarbeit mit  dem Theodor-Fontane-Archiv Potsdam
  - Theodor und Emilie Fontane. Ehebriefwechsel, 3 Bände, 1998
  - Das erzählerische Werk
  - Tage- und Reisetagebücher, letzte Ausgabe durch Gotthard Erler[1]
- Emilie & Theodor Fontane. Die Zuneigung ist etwas Rätselvolles. Eine Ehe in Briefen, 2018

Anthologien
- Man hat keine andre Heimat mehr als die Erde, ein Fontane-Brevier, 2013
- Wie man in Berlin so lebt, 2018

- Kleines Brevier für Reisende und Sommerfrischler, 2018 Auszüge
- Ich bin nicht für halbe Portionen. Essen und Trinken mit Theodor Fontane, 2018
- Der kinderleichte Fontane, 2018
- Mehr als Weisheit aller Weisen galt mir Reisen, Reisen, Reisen, 2019

Biographie
- Das Herz bleibt immer jung. Emilie Fontane. Biographie. Berlin 2002

## Ehrungen
1971 erhielt Gotthard Erler mit einem Kollektiv des Aufbau-Verlages vom Vorsitzenden des Staatsrats der DDR Walter Ulbricht den Nationalpreis für „beispielhafte verlegerisch-schöpferische Leistungen bei der Entwicklung und Herausgabe der sozialistischen deutschen Nationalliteratur unter Einbeziehung des progressiven humanistischen Erbes der deutschen Klassik“.
2014 wurde ihm für sein „langjähriges Engagement als Verleger im Aufbau-Verlag und als Literaturhistoriker“ von Bundespräsident Joachim Gauck das Verdienstkreuz am Bande (Bundesverdienstkreuz) verliehen. Dabei wurde besonders „sein auch persönlich großartiger Einsatz für die Edition und Herausgabe der Werke Fontanes“ hervorgehoben.
2019 erhielt er den von der Gesellschaft der Freunde und Förderer des Theodor-Fontane-Archivs e. V. und dem Theodor-Fontane-Archiv der Universität Potsdam verliehenen Fontane-Wissenschaftspreis für herausragende Verdienste um die Erforschung von Werk und Leben Theodor Fontanes.